# Ділянка хори в Юхариній балці
Ділянка хори в Юхариній балці — заповідна територія в межах об'єкту світової спадщини ЮНЕСКО «Стародавнє місто Херсонес Таврійський та його хора», частина античного архітектурно-технологічного ансамблю.
Одна із найкраще збережених ділянок херсонеської хори із наділами, межовими огорожами, дорогами і садибами античного часу. Територія заповідної ділянки площею близько 150 га, розташованої в центральній частині Гераклейського півострова, охоплює значну частину русла Юхариної балки (в 2,5 км на південний схід від її устя), а також прилягаючі до нього ділянки схилів і водорозділів.

## Історія
На території даної ділянки в східному відрогу Юхариної балки, під захистом крутого північно-східного схилу розташовуються залишки поселення доби бронзи (друга половина 2-го тисячоліття до н. е.) — найбільш ранні сліди заселення даної місцевості до її розмежування херсонеситами.
В другій половині IV ст. до н. е. територія цієї заповідної ділянки у складі всієї Гераклейської хори піддалася розмежуванню на згадувані вже земельні ділянки розміром 26,5 га кожна. Практично повністю в заповідну територію ділянки потрапляє п'ять таких ділянок (за існуючою нумерацією — № 224, 225. 226, 227 і 237), ще шість ділянок охоплені лише фрагментарно (№ 192, 193, 236, 238, 268, 269). Практично на всіх ділянках знайдено залишки межових і плантажних стін, що збереглися малими або значними фрагментами на висоту від 20 до 50 см. Добре простежуються траси поздовжніх і поперечних доріг, що розмежовують земельні ділянки. На земельних ділянках № 193, 194, 224, 226, 227, 238, 268 розвідані та частково розкопані руїни античних садиб (в межах ділянок № 227 і 268 простежені залишки парних садиб).

## Садиби
Садиба на земельній ділянці № 193 мала значні розміри (площа близько 2000 кв. м). Вона прилягала до поперечної дороги, що перетинала балку Юхарину. Розкопками встановлено, що садиба функціонувала (з незначними перервами) протягом без малого 1000 років: від другої половини IV ст. до н. е. до VII ст. н. е. На території садиби відкрито залишки двох оборонних башт (прямокутної і круглої), воріт, звернених в бік прилягаючого наділу, декількох господарських приміщень елліністичного і римського часу, одне з яких служило виноробнею. У дворі садиби досліджено глибоку цистерну грушоподібної форми, призначену для зберігання води. З боку ділянки до садиби примикали наділи, призначені для розведення винограду і садових культур.
Садиба на земельній ділянці № 226 розташовувалася в межах одного з наділів, віддаленого від межових доріг. Її розміри близько 400 кв. м. Садиба споруджена в останній чверті IV ст. до н. е. та існувала до кінця ІІ ст. до н. е. Результати її досліджень свідчать про те, що тут в житловій башті з вівтарем, присвяченим Гераклу, розміщався загін ефебів, що охороняли сусідні ділянки хори і дорогу до святилища в Мармуровій балці (аналогічна садиба-укріплення, що однак залишається недослідженою, розташована на території земельної ділянки № 238, що прилягає до магістральної поздовжньої дороги, що йшла вздовж Юхариної балки).
Північна садиба земельної ділянки № 227 розташовувалася в північній його частині біля поперечної дороги, що перетинає Юхарину балку, в оточенні полів зі збереженими плантажними стінками. Розміри садиби понад 250 кв. м. До її складу входило 11 приміщень, серед яких прямокутна башта IV ст. до н. е., комора і невеликі господарські приміщення. При розкопках садиби було виявлено сліди селекціонування винограду. Садиба опинилася занедбаною вже наприкінці ІІ в. до н. е.
Південна садиба земельної ділянки № 227 (так звана «садиба Басилідів») знаходилася біля південно-західної поздовжньої дороги в середній частині ділянки. Тривале існування цієї садиби — з ІІІ ст. до н. е. до VII ст. н. е. — забезпечило її чималі розміри: в момент загибелі на цій віллі, що існувала в оточенні садів і виноградників, було до 40 окремих приміщень. Серед будівель садиби — башта з протитаранним поясом, господарські будівлі з двома замощеними внутрішніми дворами, колодязем, цистерною-водосховищем. В ранньому середньовіччі навколо садиби були зведені загони для скоту, для випасу котрого античні плантажні стінки виноградників було частково розібрано.
Ще одна досліджена садиба розташована в північно-західній частині земельної ділянки № 268. Садиба являє собою великий, площею понад 1500 кв. м, комплекс будівель з оборонною баштою, прибудованими до неї господарськими приміщеннями і цистерною-колодязем, частково перекритими кладками середньовічного часу. Садиба, прилягаюча до поперечної дороги, що перетинає Юхарину балку, залишається ще недослідженою.
Крім зазначених споруд, на території заповідної ділянки в балці Юхариній розташовані руїни ще декількох недосліджених садиб з баштами, залишки межових і плантажних стін, магістральних доріг, середньовічних кошар, а також численні склепи, висічені в скелі в південній частині території.
На момент початку весни 2014 року заповідна територія в Юхариній балці була позбавлена сучасної забудови і не використовувалася в господарських цілях. На вказаній території велися археологічні дослідження і консерваційні роботи (практично повністю розкопані і законсервовані садиби та прилягаючі до них ділянки місцевості на стародавніх земельних ділянках № 193, 226 і 227. На базі даної заповідної території Національним заповідником «Херсонес Таврійський» планувалося створення археологічного парку.